# Aeroporto de Grenchen
47° 10′ 53″ N, 7° 25′ 01″ L
O Aeroporto de Grenchen (código IATA: ZHI, ICAO LSXG) é um aeroporto que serve Grenchen, no distrito de Lebern no cantão de Solothurn, na Suíça. 
O aeroporto situa-se a uma altitude de 430 metros sobre o nível do mar. Possui uma pista asfaltada, designada 07C/25C, a qual mede 1000 metros, e duas pistas de grama: 07R/25L, com 700 metros. e 07L/25R, com 500 metros.